# Arly
L'Arly è un fiume francese, affluente di destra dell'Isère.

## Percorso

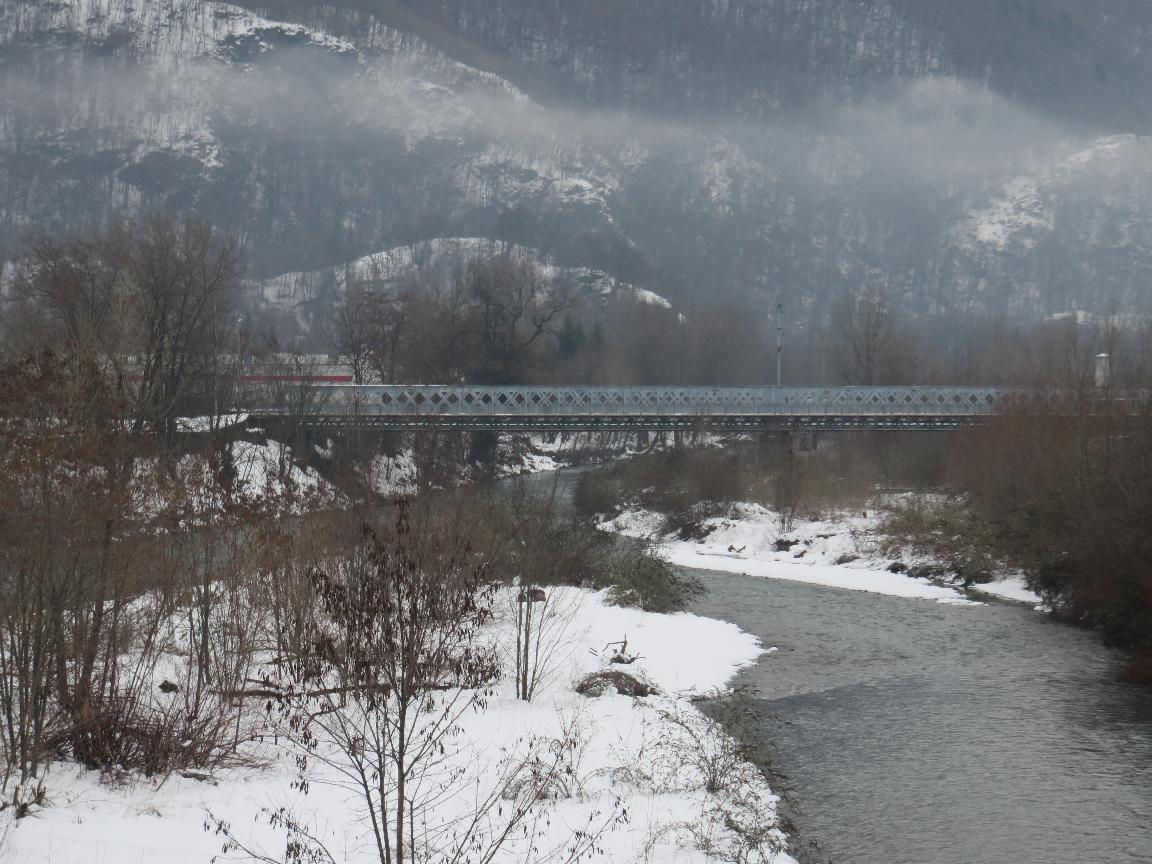
L'Arly a Albertville

Il fiume bagna nell'ordine i dipartimenti dell'Alta Savoia e della Savoia nella regione dell'Alvernia-Rodano-Alpi.
Prende forma a valle di Megève dalla confluenza di due torrenti: il ruisseau du Planay ed il ruisseau du Glapet e confluisce nell'Isère nei pressi di Albertville.
Attraversa i seguenti comuni:
- Megève
- Praz-sur-Arly
- Flumet
- Saint-Nicolas-la-Chapelle
- Crest-Voland
- Cohennoz
- Ugine
- Marthod
- Albertville.

## Affluenti
Gli unici affluenti dell'Arly con lunghezza maggiore di 10 km sono:
- l'Arrondine, che proviene dal Plan de la Giettaz e dal col des Aravis;
- la Chaise, con la sorgente presso Faverges;
- il Doron de Beaufort, emissario del lago formato dalla diga di Roselend.

Gli altri affluenti sono:
- torrent Planay (sin.),
- Glapet  (sin.),
- Foron  (dx.),
- ruisseau du Pautrait  (dx.),
- ruisseau de Cassoiz  (sin.),
- ruisseau des Varins (sin.),
- ruisseau du Praz  (dx.),
- ruisseau du Berrier  (sin.),
- ruisseau du Jorrax  (dx.),
- torrent Nant Rouge  (sin.),
- Flon (dx.),
- torrent Nant du Moulin  (sin.),
- Nant des Fattes  (sin.),
- ruisseau du Meuneray  (dx.),
- torrent Nant Cortet  (sin.),
- ruisseau Nant de Boulot  (sin.),
- ruisseau Nant de Bange  (dx.),
- canal Lallier.